# Isopterygium sinense
Isopterygium sinense là một loài Rêu trong họ Hypnaceae. Loài này được Broth. & Paris mô tả khoa học đầu tiên năm 1911.